# Silent Knight Shō
Silent Knight Shō (サイレントナイト翔?, Sairento Naito Syow, lett. "Sho il cavaliere silenzioso") è uno shōnen manga di Masami Kurumada del 1992, a cui è seguita una seconda edizione (con diverse modifiche strutturali, nonché alla trama) nel 1993. La serie si interrompe al secondo volume, per ragioni sconosciute. Si tratta del primo lavoro dell'autore dopo il successo de I Cavalieri dello Zodiaco. Il manga è inedito in Italia.
Come accaduto in altre opere, Kurumada ha dato al protagonista del manga (Sho) l'aspetto del personaggio principale del suo primo manga di successo: Ryuuji di Ring ni kakero.

## Trama
Syow è un ragazzo orfano che frequenta il liceo, che sin da piccolo ha sempre avuto una forza sovrumana, ed ha un fedele amico falco di nome Pii-tan. Un giorno dopo aver messo ko una banda di teppisti inizia a sentire una voce. Questa voce lo porterà da Shirin, una ragazza, apparentemente minuscola e somigliante ad una fata con indosso un'armatura, è dotata di poteri; insieme ad essa inizierà a combattere contro una società diabolica chiamata Neo Society, che desidera conquistare il potere mondiale. Durante il primo scontro il suo fedele falco muore, ma risorge sotto forma di un'armatura dotata di poteri soprannaturali, che Syow indosserà per combattere contro i guerrieri della Neo Society. In questo manga incompiuto, vi sono diversi richiami a varie religioni del mondo.